# Comuna Brîkiv, Șumsk
Brîkiv (în ucraineană Бриків) este o comună în raionul Șumsk, regiunea Ternopil, Ucraina, formată din satele Brîkiv (reședința) și Konovîțea.

## Demografie
Componența lingvistică a comunei Brîkiv
     Ucraineană (99,36%)
     Alte limbi (0,63%)
Conform recensământului din 2001, majoritatea populației comunei Brîkiv era vorbitoare de ucraineană (99,36%), existând în minoritate și vorbitori de alte limbi.